# Аткинсон, Кенни
Ке́ннет Нил А́ткинсон (англ. Kenneth Neil Atkinson; род. 2 июня 1967, Хантингтон, Нью-Йорк, США) — американский баскетбольный тренер. Главный тренер клуба НБА «Кливленд Кавальерс». На студенческом уровне играл за университет Ричмонда. После окончания колледжа играл в низших лигах США, Испании, Италии, Германии, Франции и Нидерландов. Играл на позиции разыгрывающего защитника. Выставлялся на драфт НБА 1990 года, но не был выбран.

## Карьера игрока
Аткинсон профессионально играл в США, Италии, Франции, Германии, Испании и Нидерландах с 1990 по 2004 год. Он проходил пробы в нескольких клубах НБА, в том числе пробы в «Нью-Йорк Никс» летом 1991 года.

## Карьера тренера
6 августа 2008 года Аткинсон вошёл в тренерский штаб «Нью-Йорк Никс» в качестве ассистента главного тренера Майка Д’Антони.
В 2012 году после 4 сезонов с «Никс» Аткинсон стал ассистентом главного тренера «Атланта Хокс» Майка Буденхольцера. 17 апреля 2016 года, «Бруклин Нетс» объявили, что по окончании сезона 2015/16 Кенни Аткинсон станет их главным тренером.

### Бруклин Нетс (2016—2020)
26 октября 2016 года Аткинсон сделал свой дебют в качестве главного тренера команды НБА, в котором «Нетс» проиграли «Селтикс» 122—117. Первую победу команда Аткинсона одержала два дня спустя, одолев «Пэйсерс» Нейта Макмиллана 103—94. Первый сезон Аткинсона с Бруклином закончился с результатом 20—62, включая 0—10 в феврале 2017 года, а «Нетс» заняли последнее место в Восточной конференции.
Второй сезон начался с обмена лучшего игрока «Нетс» Брука Лопеса и выбранного на драфте 2017 года Кайла Кузмы в «Лос-Анджелес Лейкерс» на Д’Анджело Расселла и Тимофея Мозгова. Во втором сезоне Бруклин смог немного улучшить свой результат, выиграв 28 игр, и закончил сезон на 12 месте в конференции.
В третьем сезоне Аткнисона команда закончила свою перестройку и решила бороться за плей-офф. Итогом сезона стало попадание в плей-офф с 6 места в конференции (42—40) и поражение в первом раунде «Филадельфии 76» в пяти играх. Лучший игрок «Нетс», Д’Анджело Расселл (21,1 очка, 3,9 подбора, 7,0 передачи в среднем за игру), попал на матч всех звёзд НБА 2019, заменив травмировавшегося Виктора Оладипо.
Четвёртый сезон начался с подписания Кайри Ирвинга и Деандре Джордана, а также обмена Д’Анджело Расселла на Кевина Дюранта. 7 марта 2020 года, за 20 игр до завершения регулярного чемпионата, Кенни Аткинсон покинул пост главного тренера «Бруклин Нетс» по обоюдному согласию.

### Лос-Анджелес Клипперс (2020—2021)
16 ноября 2020 года Аткинсон был нанят в качестве помощника тренера в «Лос-Анджелес Клипперс» в штат главного тренера Тайрона Лью.

### Голден Стэйт Уорриорз (2021—2024)
13 августа 2021 года «Голден Стэйт Уорриорз» наняли Аткинсона в качестве помощника тренера. Он выиграл свой первый чемпионат НБА, когда «Уорриорз» победили «Бостон Селтикс» в шести матчах в финале НБА 2022 года. Во время финала НБА «Шарлотт Хорнетс» предложили Аткинсону должность главного тренера, но он, по сообщениям, отказался после того, как дал предварительное согласие.

### Мужская сборная Франции по баскетболу (2023—2024)
14 декабря 2023 года стало известно, что Аткинсон вошел в тренерский штаб сборной Франции в качестве помощника главного тренера.

### Кливленд Кавальерс (2024–настоящее время)
28 июня 2024 года Аткинсон был нанят «Кливленд Кавальерс» в качестве главного тренера. «Кавальерс» начали сезон 2024/2025 с одной из самых длинных победных серий в истории НБА, выиграв свои первые 15 игр, что сделало Аткинсона единственным главным тренером в истории НБА, который выиграл первые 15 игр в качестве нового главного тренера.

## Тренерская статистика
| Команда | Сезон   | G   | W   | L   | W–L% | Итог                        | PG | PW | PL | Результат              |
| ------- | ------- | --- | --- | --- | ---- | --------------------------- | -- | -- | -- | ---------------------- |
| Бруклин | 2016/17 | 82  | 20  | 62  | .244 | 5 в Атлантическом дивизионе | —  | —  | —  | Не попали              |
| Бруклин | 2017/18 | 82  | 28  | 54  | .341 | 5 в Атлантическом дивизионе | —  | —  | —  | Не попали              |
| Бруклин | 2018/19 | 82  | 42  | 40  | .512 | 4 в Атлантическом дивизионе | 5  | 1  | 4  | Поражение в 1-м раунде |
| Бруклин | 2019/20 | 62  | 28  | 34  | .452 | Уволен                      | —  | —  | —  | —                      |
| Всего   | Всего   | 308 | 118 | 190 | .383 |                             | 5  | 1  | 4  |                        |